# Sobre proposiciones formalmente indecidibles de Principia Mathematica y sistemas relacionados
«Sobre proposiciones formalmente indecidibles de Principia Mathematica y sistemas relacionados» (en alemán: «Über formal unentscheidbare Sätze der Principia Mathematica und verwandter Systeme I») es un artículo acerca de lógica matemática escrito por Kurt Gödel. El artículo, con fecha de 17 de noviembre de 1930, fue publicado originalmente en alemán en el volumen de 1931 de Monatshefte für Mathematik. Existen varias traducciones impresas al inglés, y el artículo ha sido incluido en dos colecciones de artículos clásicos de lógica matemática. El artículo contiene teoremas que tienen varias implicaciones para las pruebas de consistencia en matemáticas y técnicas que Gödel inventó para probar estos teoremas.

## Resumen y resultados clave
Los resultados principales que establece el artículo son el primer y segundo teoremas de incompletitud, que tienen un enorme impacto en el campo de la lógica matemática. Estos aparecen como teoremas vi y xi, respectivamente, en el artículo.
A fin de probar estos resultados, Gödel introdujo en el artículo un método que se conoce como numeración de Gödel. En este método, a cada frase y prueba formal en aritmética de primer orden se le asigna un número natural particular. Gödel muestra que muchas propiedades de estas pruebas pueden ser definidas dentro de cualquier teoría de aritmética que sea suficientemente robusta como para definir las funciones de recursión primitiva. (La terminología contemporánea de recursión y recursión primitiva aún no se había establecido cuando el artículo fue publicado; Gödel usó a palabra rekursiv ('recursivo') para lo que hoy se conocen como funciones de recursión primitiva.) Desde entonces, el método de numeración de Gödel se ha vuelto común en la lógica matemática.
Ya que el método de numeración de Gödel era novedoso, y para evitar la ambigüedad, Gödel presentó una lista de 45 definiciones formales explícitas de funciones de recursión primitiva y relaciones usadas para manipular y probar los números de Gödel. Él usó estos para dar una definición explícita de una fórmula, Bew(x) que es verdadera si y sólo si x es el número Gödel de una frase φ y existe un número natural que es el número Gödel de una prueba de φ (Beweis es la palabra alemana de "prueba").
Una segunda técnica novedosa inventada por Gödel en este artículo fue el uso de oraciones autorreferenciales. Gödel mostró que las paradojas clásicas de autorreferencia, como "Esta afirmación es falsa", pueden ser reformuladas como afirmaciones formales de aritmética. Informalmente, la afirmación usada para probar el primer teorema de incompletitud de Gödel dice "Esta afirmación no se puede probar". El hecho de que dicha autorreferencia pueda ser expresada dentro de la aritmética no era conocido hasta que se publicó el artículo de Gödel; el trabajo independiente de Alfred Tarski en su Teorema de indefinibilidad de Tarski se llevó a cabo aproximadamente al mismo tiempo pero no fue publicado sino hasta 1936.
En la nota al pie 48a, Gödel afirmó que planeaba una segunda parte del artículo que establecería un enlace entre las pruebas de consistencia y la teoría de tipos, pero Gödel no publicó una segunda parte antes de su muerte. Sin embargo, su artículo de 1958 en Dialectica mostró cómo la teoría de tipos puede ser usada para dar una prueba de consistencia de la aritmética.

## Traducciones publicadas en inglés
Durante la vida de Gödel se imprimieron tres traducciones al inglés del artículo, pero el proceso tuvo varias dificultades. La primera traducción al inglés fue de Bernard Meltzer; fue publicada en 1963 como una obra autocontenida de la editorial Basic Books y ha sido reimpresa por Dover y por Hawking (God Created the Integers, Running Press, 2005:1097ff). La versión de Meltzer—descrita por Raymond Smullyan como una 'buena traducción'—fue criticada negativamente por Stefan Bauer-Mengelberg (Bauer-Mengelberg 1966). De acuerdo a la biografía de Gödel escrita por Dawson (Dawson 1997:216):

Fortunately, the Meltzer translation was soon supplanted by a better one prepared by Elliott Mendelson for Martin Davis's anthology The Undecidable; but it too was not brought to Gödel's attention until almost the last minute, and the new translation was still not wholly to his liking ... when informed that there was not time enough to consider substituting another text, he declared that Mendelson's translation was 'on the whole very good' and agreed to its publication.3 [3 Afterward he would regret his compliance, for the published volume was marred throughout by sloppy typography and numerous misprints.]
Afortunadamente, la traducción de Meltzer fue rápidamente suplantada por una mejor preparada por Elliott Mendelson para la antología de Martin Davis, The Undecidable; pero tampoco se le notificó a Gödel de ésta hasta casi el último minuto, y la nueva traducción aún no era del todo de su agrado... cuando se le informó que no había tiempo para considerarsustituir otro texto, declaró que la traducción de Mendelson era 'en lo general muy buena' y accedió a su publicación.3[3 Después se lamentaría de haber aceptado, porque el volumen publicado estaba estropeado en varios lados por tipografía descuidada y numerosos errores de impresión.

La traducción de Elliott Mendelson aparece en la colección The Undecidable (Davis 1965:5ff). Esta traducción también recibió una crítica dura por Bauer-Mengelberg (1966), quien además de dar una lista detallada de los errores tipográficos también describió lo que él creían ser errores serios en la traducción.
Una traducción de Jean van Heijenoort aparece en la colección From Frege to Gödel: A source book in Mathematical Logic (van Heijenoort 1967). Una reseña de 1972 de Alonzo Church la describió como «la traducción más cuidadosa que ha sido hecha» pero también hizo críticas específicas de la misma. Dawson (1997:216) anota:

The translation Gödel favored was that by Jean van Heijenoort ... In the preface to the volume van Heijenoort noted that Gödel was one of four authors who had personally read and approved the translations of his works.
La traducción que Gödel favoreció fue la de Jean van Heijenoort... En el prefacio al volumen, van Heijenoort notó que Gödel fue uno de cuatro autores que habían leído y aprobado personalmente las traducciones de sus obras.

Este proceso de aprobación fue laborioso. Gödel introdujo cambios a su texto de 1931, y las negociaciones entre los hombres fueron «prolongadas»: «En privado van Heijenoort declaró que Gödel era el individuo más obstinadamente fastidioso que había conocido». Entre ellos se «intercambiaron un total de setenta cartas y se encontraron dos veces en la oficina de Gödel para resolver cuestiones acerca de las sutilezas en los significados y uso de palabras en alemán e inglés». (Dawson 1997:216-217).
Aunque no es una traducción del artículo original, una útil cuarta versión existe que «cubre los tópicos de forma similar a los que cubre el artículo original de 1931 de Gödel acerca de la indecidibilidad» (Davis 1952:39), así como las extensiones del mismo Gödel y su comentario sobre el tema. Esto aparece como On Undecidable Propositions of Formal Mathematical Systems (Davis 1965:39ff) y representa las conferencias de acuerdo a la transcripción de Stephen Kleene y J. Barkley Rosser a medida que Gödel las pronunciaba en el Instituto de Estudios Avanzados en Princeton, Nueva Jersey, en 1934. Dos páginas de erratas y correcciones adicionales de Gödel fueron añadidas por Davis a esta versión. Esta versión también es notable porque en ella, Gödel describe por primera vez la sugerencia de Herbrand que dio origen a la forma general (es decir, la forma Herbrand-Gödel) de la recursión.